# Schwingungstilger
Als Schwingungstilger (auch kurz Tilger oder Tilgerpendel) werden besondere Arten von Schwingungsdämpfern bezeichnet.
Schwingungstilger sind nicht zwischen zwei Objekten befestigt, sondern nur an einem. Die Verbindung zum Objekt ist so weich ausgelegt, dass die Masse des Tilgers den Bewegungen des Objekts mit einer gewissen Verzögerung folgt. Die Eigenfrequenz des Tilgers wird auf die zu eliminierende Resonanzfrequenz des Objekts abgestimmt. Durch die Phasenverschiebung löschen sich die beiden Schwingungen aus. Bei einer Schwingung des Objekts wird die Verbindung gestreckt und gestaucht und so die Schwingungsenergie in Wärme umgewandelt.

## Funktionsprinzip
Die Tilgermasse bildet zusammen mit einer eigenen Tilgerfeder ein Masse-Feder-System, konkret ein Pendel, dessen Eigenfrequenz auf die zu eliminierende Schwingfrequenz (beispielsweise des Gebäudes) eingestellt wird. Bei dieser Frequenz kann der Tilger große Auslenkungen ausführen – die Kräfte am Federansatzpunkt (= Befestigungspunkt mit der zu beruhigenden Struktur) werden daher ebenfalls groß. Der Schwingungstilger entzieht bei dieser Frequenz der Struktur Schwingungsenergie für seine eigenen Schwingbewegungen, die dann schlussendlich durch Reibung in Wärme umgewandelt wird.
Durch die Kopplung der beiden schwingungsfähigen Gebilde entstehen allerdings unter- und oberhalb der Tilger-Eigenfrequenz neue Eigenfrequenzen, die aus der Kombination der Struktur mit dem Tilger entstehen. Bei diesen beiden Frequenzen wird die Schwingung dagegen verstärkt, die Amplitude des Objekts ist größer als ohne Tilger.
In wenigen einfachen Fällen lassen sich Tilger mittels einfacher Überschlagsformeln dimensionieren. Sobald jedoch die Anregung nicht monofrequent, 
sondern breitbandig und nicht harmonisch, sondern transient vorkommt, werden genauere Untersuchungen erforderlich, um das Optimum an Dämpfung zu ermitteln. Diese ist oft adaptiv, d. h., sie kann sich automatisch an die Bedingungen anpassen.
Daneben gibt es aktive Hydraulik-Systeme an Tilgerpendeln, die in der Lage sind, die Schwingungen des Gebäudes auf null zu bringen.
Zu unterscheiden sind:
- gewöhnliche (passive) Tilger,
- aktiv gesteuerte Tilger und
- semiaktive Schwingungstilger, bei welchen die im Bedarfsfall benötigte Energie üblicherweise in Form einer vorgespannten Feder gespeichert ist (Blockierung und Auslösung erfolgt erst oberhalb eines bestimmten Schwellenwerts).

## Anwendungen

### Bauwerke
Tilgerpendel dienen dazu, die insbesondere von Wind, aber auch von Erdbeben und menschlichen Einflüssen erzeugten Gebäudeschwingungen aufzufangen. Klassische Anwendungsfälle sind z. B. Fußgängerbrücken, Brückenpylone, Stahlschornsteine oder weitgespannte (Stahl-)Treppen oder an Maschinen zur Lärmverringerung.
Gebäude, die im Einzugsbereich von Industrieerschütterungen oder in Erdbebengebieten liegen, werden auf diese Weise ausgerüstet. Am bekanntesten sind die in hohen Gebäuden verwendeten Tilgerpendel, die ein Aufschaukeln der durch Wind verursachten Gebäudeschwingungen verhindern. Grund für deren Einsatz ist nicht nur die Gebäudesicherheit, sondern auch der Komfort.
Beispiele für Bauwerke mit Schwingungstilgern:
- Akashi-Kaikyō-Brücke, Japan, Tilger in den Brückenpylonen
- Arc Majeur, Stahlskulptur von Bernar Venet, Schwingungstilger in der Spitze des großen Bogens; E 411 (Kilometerpunkt 99), bei Lavaux-Sainte-Anne in Belgien
- Berliner Fernsehturm, Berlin, in der Turmspitze aufgehängtes 1,5-t-Tilgerpendel
- Burj al Arab, Dubai, 11 Schwingungstilger im Gebäude
- Comcast Center, Philadelphia, weltgrößter wassergefüllter Tilger (1300 t Gewicht; über 1200 m³ Wasser)
- Millennium Bridge, London, 58 Schwingungstilger in der Brückenstruktur
- Taipei 101, Taipei, 660-t-Tilgerpendel gegen Wind; zwei 4,5-t-Tilgerpendel gegen Ermüdung der Konstruktion[2]
- Sendemasten von DHO38, Schwingungstilger gegen windinduzierte Schwingungen, mit Granulat gefüllte zylinderförmige Verdickungen
- Thyssenkrupp-Testturm, weltweit erstes Bauwerk, das sich auch aktiv in Schwingungen versetzen kann, passives hybrides Massen-Dämpfer Systems (→ Tilger des Rottweiler Testturms)

### Freileitungen

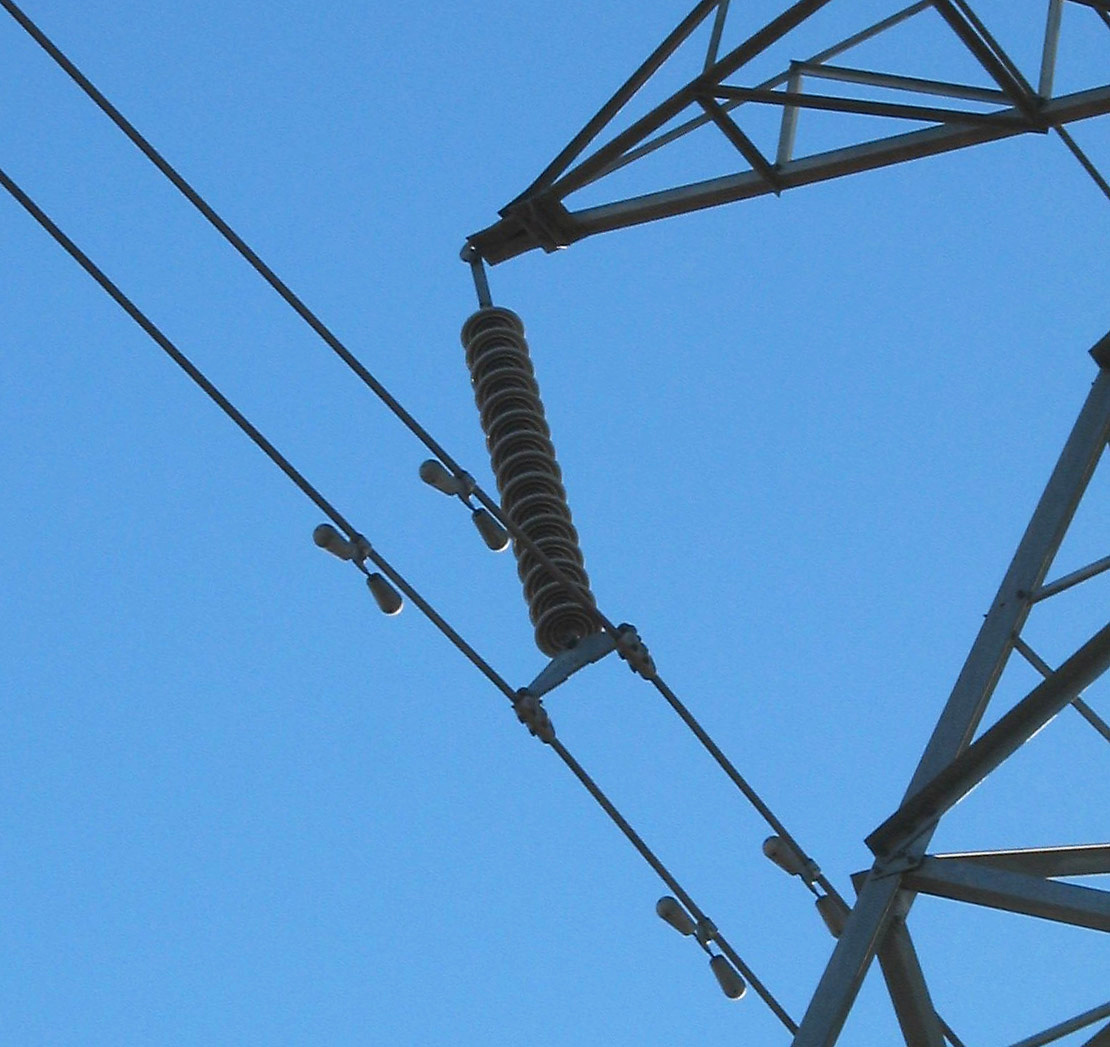
Vier Schwingungstilger auf einer Freileitung

An elektrischen Freileitungen werden Stockbridge-Schwingungstilger eingesetzt, um Schwingungen zu dämpfen, die durch den Wind angeregt werden.

### Verbrennungsmotoren
Die durch die Gas- und Massenkräfte in der Kurbelwelle angeregten Schwingungen werden über den Einsatz von Drehschwingungsdämpfern, Zweimassenschwungrad oder Ausgleichswellen reduziert.

### Fahrzeugbau
Im Bereich des Fahrwerks, der Lenkung (Schwingungstilger im Lenkrad), der Karosserie und der Bremsen.

### Rotorblätter

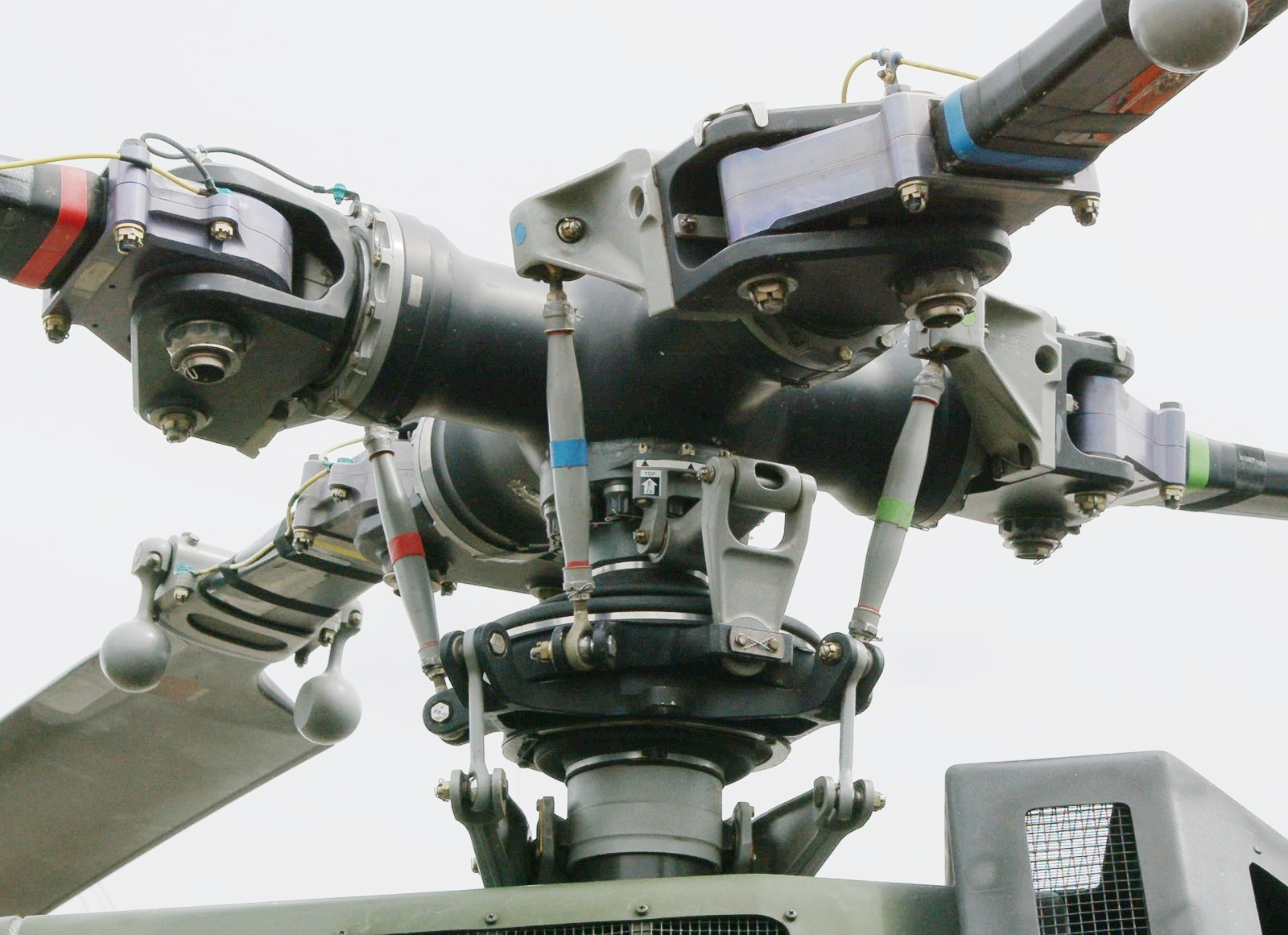
Rotorkopf eines Hubschraubers; am Rotorblatt hinten links ist der hängende Schwingungstilger (zwei Kugeln) zu erkennen

Manche Rotorblätter von Hubschraubern erhalten nahe der Nabe einen Schwingungstilger mit auf der Rotationsfläche quer zur Blattlänge liegender Drehachse (Schlaggelenk). Er reduziert die vertikalen Schwingungen der rotationswechselnd angestellten Rotorblätter. Zur Reduzierung der Rotationsschwingung gibt es daneben auch Dämpfer, die in Drehrichtung (Schwenkgelenk) wirken.